# HR 5171
Étoile binaire
HR 5171, également connue par les désignations HD 119796 et V766 Centauri,  est une étoile ternaire de la constellation australe du Centaure.
Ce système stellaire est situé à une distance d'environ 12 000 années-lumière du Système solaire ; l'étoile principale HR 5171 Aa est la plus grande étoile jaune connue de l'Univers observable.
Le système est situé au sein de Gum 48d, une région d'hydrogène ionisé (HII) du bras du Centaure.

## Système ternaire
Le système stellaire est hiérarchisé :
Sa composante principale — notée A — est une étoile binaire qui a d'abord été considérée comme une étoile variable et nommée en conséquence V766 Centauri (V766 Cen). Sa binarité a été découverte en 2013 par Olivier Chesneau et ses collaborateurs à l'Observatoire de la Côte d'Azur. Ce système binaire est surnommé l'« étoile-cacahuète » en raison de sa forme. Il est composé d'une hypergéante jaune (type spectral K00-Ia) — notée Aa — et d'un compagnon — noté Ab.
L'autre composante du système stellaire — notée B — est une supergéante lumineuse bleue chimiquement particulière à la classification spectrale incertaine (type spectral B0Ibp:).